# Acobamba (Huancavelica)
Acobamba (en quechua: Aqu Pampa, de aqu, «arena», y pampa, «llanura») es una ciudad peruana capital del distrito y de la provincia homónimos, en el departamento de Huancavelica. Según el censo de 2017, tiene una población de 5431 habitantes.
Posiblemente, recibe su nombre («llanura de tierra arenosa») debido a su tradición agrícola, dado su terreno cultivable. Así, la agricultura y la ganadería son las principales actividades económicas de la región.

## Educación

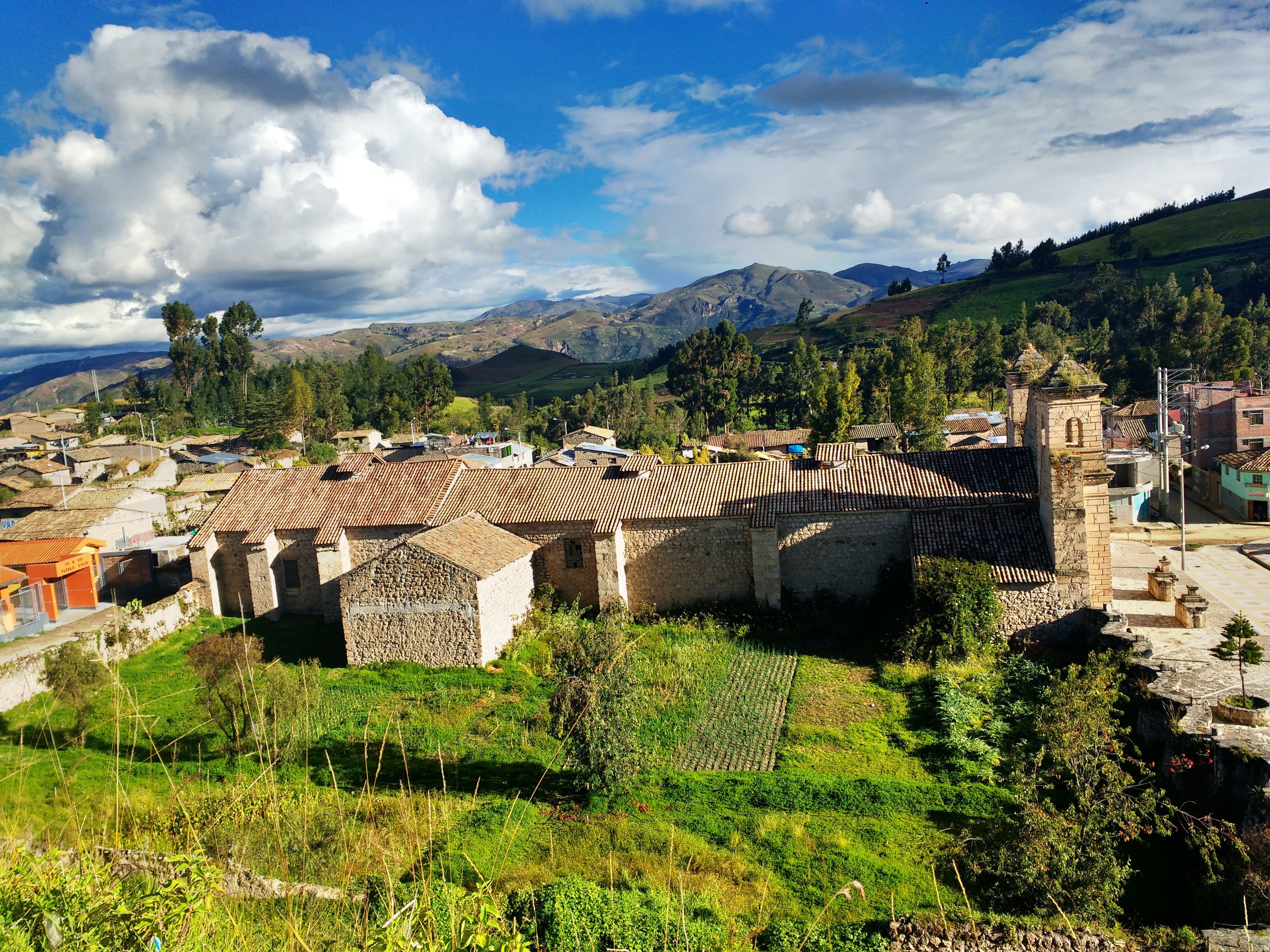
Vista de Acobamba, con un lateral de la iglesia de San Juan Bautista en primer plano.

Posee una sede de la Universidad Nacional de Huancavelica.

## Clima
| Parámetros climáticos promedio de Acobamba | Parámetros climáticos promedio de Acobamba | Parámetros climáticos promedio de Acobamba | Parámetros climáticos promedio de Acobamba | Parámetros climáticos promedio de Acobamba | Parámetros climáticos promedio de Acobamba | Parámetros climáticos promedio de Acobamba | Parámetros climáticos promedio de Acobamba | Parámetros climáticos promedio de Acobamba | Parámetros climáticos promedio de Acobamba | Parámetros climáticos promedio de Acobamba | Parámetros climáticos promedio de Acobamba | Parámetros climáticos promedio de Acobamba | Parámetros climáticos promedio de Acobamba |
| Mes                                        | Ene.                                       | Feb.                                       | Mar.                                       | Abr.                                       | May.                                       | Jun.                                       | Jul.                                       | Ago.                                       | Sep.                                       | Oct.                                       | Nov.                                       | Dic.                                       | Anual                                      |
| ------------------------------------------ | ------------------------------------------ | ------------------------------------------ | ------------------------------------------ | ------------------------------------------ | ------------------------------------------ | ------------------------------------------ | ------------------------------------------ | ------------------------------------------ | ------------------------------------------ | ------------------------------------------ | ------------------------------------------ | ------------------------------------------ | ------------------------------------------ |
| Temp. máx. media (°C)                      | 18.3                                       | 17.9                                       | 18                                         | 18.8                                       | 19                                         | 18.8                                       | 18.7                                       | 19.5                                       | 19.7                                       | 20.2                                       | 20.5                                       | 19.3                                       | 19.1                                       |
| Temp. media (°C)                           | 11.9                                       | 11.7                                       | 11.7                                       | 11.6                                       | 10.7                                       | 9.5                                        | 9.3                                        | 10.3                                       | 11.4                                       | 12.2                                       | 12.4                                       | 12                                         | 11.2                                       |
| Temp. mín. media (°C)                      | 5.6                                        | 5.6                                        | 5.4                                        | 4.4                                        | 2.4                                        | 0.2                                        | 0                                          | 1.1                                        | 3.1                                        | 4.2                                        | 4.3                                        | 4.8                                        | 3.4                                        |
| Precipitación total (mm)                   | 131                                        | 141                                        | 143                                        | 52                                         | 25                                         | 11                                         | 16                                         | 25                                         | 49                                         | 60                                         | 61                                         | 96                                         | 810                                        |
| Fuente: climate-data.org                   |                                            |                                            |                                            |                                            |                                            |                                            |                                            |                                            |                                            |                                            |                                            |                                            |                                            |